# Валкано
Валкано (на гръцки: Βαλκάνο) е разхвърляно село в дем Пили, а до 2011 година в дем Пинд, Северна Тесалия.
До Балканската война селото е част от Османска Тесалия.
Западно от селото се намира планинският масив на Хаджи.